# Nikon D100
La Nikon D100 è una fotocamera digitale reflex Aps di Nikon, considerata la prima semi-professionale. Fu presentata il 21 febbraio 2002 al Photo Marketing Association Annual Convention and Trade Show come diretta concorrente della Canon EOS D60, con un prezzo consigliato di 2000 dollari lente esclusa. La produzione è continuata fino al 2005, quando è stata sostituita dalla Nikon D200. La D100 monta un nuovo sensore di tipo CCD da 6.1 mpx. Nata per contrastare la Canon Eos D30 e D60, produce immagini leggermente soft, e non include un controllo della nitidezza on-camera.